# Robert Le Gall
Robert Jean Louis Le Gall OSB (ur. 26 lutego 1946 w Saint-Hilaire-du-Harcouët) – francuski duchowny katolicki, arcybiskup Tuluzy w latach 2006–2021.

## Życiorys
Święcenia kapłańskie otrzymał 24 sierpnia 1974 w zakonie benedyktynów. Po dwuletnich studiach teologicznych na Uniwersytecie we Fryburgu został przeorem Opactwa św. Anny w Kergonan, zaś w 1983 został jego opatem.

### Episkopat
16 października 2001 został mianowany biskupem diecezji Mende. Sakry biskupiej udzielił mu kardynał Paul Poupard.
11 lipca 2006 papież Benedykt XVI mianował go arcybiskupem Tuluzy. 9 grudnia 2021 papież przyjął jego rezygnację z pełnionego urzędu, złożoną ze względu na wiek. 